# TJ Cement Hranice
TJ Cement Hranice je klub házené z Hranic, účastník české nejvyšší soutěže – STRABAG RAIL Extraligy mužů.
Národní házená se v hranickém Sokole provozovala od roku 1923. V roce 1957 byl založen klub TJ Tatran Hranice, hrající pod patronátem místní cementárny. V roce 1962 se tým přeorientoval na házenou podle mezinárodních pravidel a stal se účastníkem druhé ligy. V sezóně 1969/70 byl účastníkem nejvyšší československé soutěže. V roce 1993 se stal jedním ze zakládajících účastníků české extraligy, v letech 2002 až 2004 hrál i mezinárodní interligu. Největšího úspěchu dosáhl roku 2013, kdy skončil na stříbrné příčce v extralize a vyhrál Český pohár. Mezi další úspěchy se řadí obhájení stříbrných medailí v sezóně 2013/14. O dva roky později klub získal bronzovou medaili, když v zápase o 3. místo porazil Karvinou. Bohužel v posledních letech se klubu příliš nedaří - 3x se neprobojovali do play-off.